# Stefaniola pusilla
Stefaniola pusilla är en tvåvingeart som först beskrevs av Marikovskij 1953.  Stefaniola pusilla ingår i släktet Stefaniola och familjen gallmyggor. Inga underarter finns listade i Catalogue of Life.